# سن-کامی، کبک
سن-کامی (به فرانسوی: Saint-Camille) بخشی در منطقه شهری له سورس ناحیه استری در استان کبک کانادا است. در سرشماری سال ۲۰۱۱ این بخش ۴۳۹ نفر جمعیت داشته‌است و مساحت آن ۸۱٫۲۷ کیلومتر مربع است.